# أوليفر سيث
أوليفر سيث (بالإنجليزية: Oliver Seth) هو قاضي أمريكي، ولد في 30 مايو 1915 في ألباكركي في الولايات المتحدة، وتوفي في 27 مارس 1996.

## وصلات خارجية
- أوليفر سيث على موقع إن إن دي بي (الإنجليزية)